# 전국흑염소전업농협회
전국흑염소전업농협회는 흑염소 산업의 발전 및 국가의 축산진흥시책과 국민경제의 향상에 적극 기여할 목적으로 2008년 7월 23일 설립된 대한민국 농림수산식품부 소관의 사단법인이다. 사무실은 전북특별자치도 남원시 운봉읍 용산리 산4-1 축산과학원 가축유전자원시험장 내에 있다.

## 주요 사업
- 회원들의 권익증대
- 정보교류를 통한 회원들의 사양기술 향상으로 회원농가의 소득증대
- 회원상호간의 친목도모
- 유통의 체계화를 통한 제값받기
- 회원중심의 구매판매사업의 활성화
- 각 지부의 연구회를 조직하여 사양기술 향상